# ここにしか咲かない花
『ここにしか咲かない花』（ここにしかさかないはな）は、コブクロの11枚目のシングル。2005年5月11日発売。発売元はワーナーミュージック・ジャパン。

## 解説
- 前作『永遠にともに/Million Films』以来約7か月での発売となるシングル。
- 当時の最高記録となるオリコン初登場2位を記録、累計で40万枚を超える売上となり、ブレイクを果たした。ちなみに8週連続TOP10入りはシングルでは『流星』と並んで自己最高タイとなっている。
- コブクロの楽曲がドラマ主題歌になるのは、2001年に「miss you」が『科捜研の女』で使用されて以来で、ドラマ主題歌として書き下ろされたのは本作が初めてとなる。

## 収録曲
全曲作詞・作曲：小渕健太郎　編曲：コブクロ
1. ここにしか咲かない花
日本テレビ系テレビドラマ『瑠璃の島』主題歌。ドラマのプロデューサーがコブクロの「永遠にともに」を非常に気に入っていたことをきっかけにオファーをし、実現した[1]。
2005年1月、ドラマの舞台である鳩間島へ実際に行き、その中で感じたことを曲にした[2]。歌詞の中に「瑠璃」という言葉や沖縄の古語である「あけもどろ」を入れるなど、ドラマを意識した曲となっている。
2. 六等星
テレビ新広島開局30周年テーマソング。
上記テーマソングに使用されたこともあり、広島県限定で「六等星」1曲のみが収録されたシングルが発売されている。
3. ここにしか咲かない花 (Instrumental)
4. 六等星 (Instrumental)

## 楽曲の収録アルバム
- NAMELESS WORLD（#1,#2）
- ALL SINGLES BEST（#1）
- ALL TIME BEST 1998-2018(#1)
- ALL SEASONS BEST (#1)

## 演奏
- 小渕健太郎：Vocal, All Guitars, Strings Arrangement (#1)
- 黒田俊介：Vocal
- 桜井正宏：Drums (#1.2)
- 山田裕之：Bass (#1.2)
- 藤井理央：Piano, Strings Arrangement (#1)
- 岩瀬聡志：Programming, Synthesizer (#1.2)
- 漆原直美、藤縄陽子、長岡聡季、丹羽洋輔、小林冴子、吉成とも子、志摩かなえ、牛山玲名、重岡奈穂子、小池智子：Violin (#1)
- 渡邉智生、神田藍：Viola (#1)
- 原口梓、関口将史：Cello (#1)

## ライブ映像・音源作品
| 曲名                 | 発売年 | 規格        | 作品名                                                                          | 収録日         |
| -------------------- | ------ | ----------- | ------------------------------------------------------------------------------- | -------------- |
| ここにしか咲かない花 | 2006年 | DVD         | KOBUKURO LIVE at 武道館 NAMELESS WORLD                                          | 2006年5月6日   |
| ここにしか咲かない花 | 2007年 | DVD/Blu-ray | KOBUKURO LIVE TOUR '06 "Way Back to Tomorrow"FINAL                              | 2006年12月3日  |
| ここにしか咲かない花 | 2010年 | DVD/Blu-ray | KOBUKURO LIVE TOUR '09 "CALLING" FINAL                                          | 2009年11月28日 |
| ここにしか咲かない花 | 2012年 | CD          | ALL SINGLES BEST 2 (初回限定盤B)                                                | 2006年12月3日  |
| ここにしか咲かない花 | 2015年 | DVD/Blu-ray | KOBUKUROAD2〜奇跡への軌跡〜                                                     | 2014年11月13日 |
| ここにしか咲かない花 | 2018年 | CD          | 20TH THANKS! CD                                                                 | 2018年         |
| ここにしか咲かない花 | 2018年 | DVD         | ALL TIME BEST 1998-2018 (初回限定盤DVD)                                         | 2006年12月3日  |
| ここにしか咲かない花 | 2018年 | CD          | コブクロライブ入門盤                                                            | 2006年5月6日   |
| ここにしか咲かない花 | 2019年 | DVD/Blu-ray | KOBUKURO WELCOME TO THE STREET 2018 ONE TIMES ONE FINAL at 京セラドーム大阪     | 2018年7月22日  |
| ここにしか咲かない花 | 2021年 | DVD/Blu-ray | KOBUKUROAD5                                                                     | 2019年8月4日   |
| ここにしか咲かない花 | 2025年 | DVD/Blu-ray | KOBUKURO 25TH ANNIVERSARY TOUR 2024 "QUARTER CENTURY" FINAL at Asueアリーナ大阪 | 2024年11月10日 |
| 六等星               | 2006年 | DVD         | KOBUKURO LIVE at 武道館 NAMELESS WORLD                                          | 2006年5月6日   |
| 六等星               | 2014年 | DVD/Blu-ray | KOBUKURO LIVE TOUR 2014 "陽だまりの道" FINAL at 京セラドーム大阪                | 2014年7月20日  |
| 六等星               | 2017年 | DVD/Blu-ray | KOBUKURO LIVE TOUR 2016 "TIMELESS WORLD" at さいたまスーパーアリーナ            | 2016年11月20日 |

## カバー
- Boyz II Men - アルバム『Winter/Reflections』（2005年）に「Flowers Bloom」として収録。英語歌詞のカバー曲。
- LOVERS ROCREW - アルバム『LOVERS POP』（2007年）に収録。
- SISTER KAYA - アルバム『たからもの3』（2007年）に収録。
- 大山百合香 - アルバム『COVERS FOR LOVERS ～Yurika Sings J Love Songs～』（2007年）に収録。
- BENI - アルバム『COVERS』（2012年）収録。英語歌詞のカバー曲。
- LUVandSOUL - アルバム『Harmony』（2012年）に収録。
- 蘭寿とむ - アルバム『Le Ange（ル アンジュ）』（2015年10月21日）に収録[3]。
- 相葉夕美（木村珠莉） - アルバム『THE IDOLM@STER CINDERELLA MASTER Passion Jewelries! 003』に収録。
- erica - アルバム『告うた3〜あなたへ贈る歌2〜』に収録。